# 夏尔·布维耶
夏尔·布维耶（法語：Charles Bouvier，1898年8月24日—1964年10月），瑞士前男子足球、雪车运动员。他曾代表瑞士参加1936年冬季奥林匹克运动会雪车比赛，联同皮埃尔·米西、阿诺尔德·加尔特曼和约瑟夫·贝利获得男子四人金牌。